# Charinus perezassoi
Espèce
Charinus perezassoi est une espèce d'amblypyges de la famille des Charinidae.

## Distribution
Cette espèce est endémique de Porto Rico. Elle se rencontre vers Patillas dans la Sierra de Guardarraya.

## Description
La femelle holotype mesure 5,35 mm et les mâles paratypes de 5,20 à 5,70 mm.
La carapace des femelles mesure de 1,92 à 2,13 mm de long sur de 2,60 à 2,96 mm.

## Étymologie
Cette espèce est nommée en l'honneur d'Antonio Pérez Asso.

## Publication originale
- Armas, 2010 : « Nuevos arácnidos de Puerto Rico (Arachnida: Amblypygi, Araneae, Opiliones, Parasitiformes, Schizomida, Scorpiones). » Boletín de La Sociedad Entomológica Aragonesa, no 47, p. 55‒64 (texte intégral).